# Ватерполо на Летњим олимпијским играма 1932.
Осми ватерполо турнир на олимпијадама је одржан 1932. у Лос Анђелесу, САД. За олимпијски турнир се пријавио укупно 5 репрезентација. Турнир су завршиле 4 репрезентације, пошто је репрезентација Бразила била дисквалификоване после друге утакмице. Победник турнира и по први пут олимпијски шампион је постала репрезентација Мађарске, друга је била репрезентација Немачке а на треће место се пласирао домаћин репрезентација САД.

## Земље учеснице
На турниру је учествовало пет репрезентација са 41 играчем. Свакој репрезентацији је било дозвољено да има једанаест играча:
- Бразил (8)
- Јапан (8)
- Мађарска (10)
- Немачка (8)
- САД (7)

(*) Белешка: У загради поред имена репрезентације је број играча који су играли бар на једној утакмици

## Освајачи медаља
| Ватерполо 1932 | Ватерполо 1932 | Ватерполо 1932 | Ватерполо 1932 | Ватерполо 1932 | Ватерполо 1932 |
| -------------- | -------------- | -------------- | -------------- | -------------- | -------------- |
| Поз            | Држава         | Злато          | Сребро         | Бронза         |                |
| 1.             | Мађарска       | 1              | 0              | 0              |                |
| 2.             | Немачка        | 0              | 1              | 0              |                |
| 3.             | САД            | 0              | 0              | 1              |                |

## Резултати и табела
| Поз.   | Тим                       | Ут | По | Не | Из | ГД | ГП | Бод |  | Мађарска | Њемачка | Сједињене Америчке Државе | Јапан | Бразил |
| ------ | ------------------------- | -- | -- | -- | -- | -- | -- | --- |  | -------- | ------- | ------------------------- | ----- | ------ |
| Злато  | Мађарска                  | 3  | 3  | 0  | 0  | 30 | 2  | 6   |  | X        | 6:2     | 7:0                       | 17:0  | -      |
| Сребро | Немачка                   | 3  | 1  | 1  | 1  | 16 | 10 | 3   |  | 2:6      | X       | 4:4                       | 10:0  | 7:3    |
| Бронза | Сједињене Америчке Државе | 3  | 1  | 1  | 1  | 14 | 11 | 3   |  | 0:7      | 4:4     | X                         | 10:0  | 6:1    |
| 4.     | Јапан                     | 3  | 0  | 0  | 3  | 0  | 37 | 0   |  | 0:17     | 0:10    | 0:10                      | X     | -      |
| DSQ    | Бразил                    | 2  | 0  | 0  | 0  | 0  | 0  | 0   |  | -        | 3:7     | 1:6                       | -     | X      |

Бразил је био дисквалификован после физичког напада бразилских играча на званичнике после утакмице са Немачком. Две утакмице на којима је Бразил играо су поништене.

## Састави репрезентација
| Позиција  | Репрезентација |
| 1.        | Мађарска - Ђерђ Броди, Шандор Ивади, Мартон Хомонај, Оливер Халаши, Јожеф Вертеши, Јанош Немет, Иштван Барта, Алајош Кешери II, Миклош Шаркањ и Ференц Кешери I |
| 2.        | Немачка - Ерих Радемахер, Фриц Гунст, Ото Кордес, Емил Бенецке, Хеико Шварц, Јоаким Радемахер, Ханс Шулце и Јохан Екштајн                                       |
| 3.        | САД - Херберт Хенри Вајлдмен, Валс О’Конор, Ф. Калверт Стронг, Филип Даубеншпек, Харолд Макалистер, Чарлс Фин и Остин Клап                                      |
| 4.        | Јапан - Шуђи Дои, Акира Фуџита, Себеји Кимура, Такашиге Мацумото, Јасутаро Сакагами, Тосуке Савами, Ивао Токито и Такаји Такебајаши                             |
| 5. Дискв. | Бразил - Амендола, Бранко, де Силва, де Лорензо, Жакобина, Соуза, Адемар Серпа и Педро Теберге                                                                  |